# لبانن (میزوری)
لبانن (به انگلیسی: Lebanon) شهری در شهرستان لاکلد ایالت میزوری است که جمعیت آن در سرشماری سال ۲۰۱۰ میلادی ۱۴٫۴۷۴ نفر بوده است.